# Megliadino San Fidenzio
Megliadino San Fidenzio (velenceiül Mejadin San Fidensio) település Olaszországban, Veneto régióban, Padova megyében. Lakosainak száma 1928 fő (2018. január 1.). Megliadino San Fidenzio Megliadino San Vitale, Montagnana, Santa Margherita d’Adige, Casale di Scodosia és Saletto községekkel határos.

## Népesség
A település lakossága az elmúlt években az alábbi módon változott:

| 2017 | 1 934 |
| 2018 | 1 928 |